# Asura hyporhoda
Asura hyporhoda là một loài bướm đêm thuộc phân họ Arctiinae, họ Erebidae.